# Ministerio de Industria (Argentina)
El Ministerio Secretaría de Estado de Industria, o simplemente Ministerio de Industria, fue una cartera perteneciente a la Administración Pública Nacional de la Argentina cuya función principal era fomentar la industria.
Por Ley N.º 14 303 del Congreso de la Nación, se crearon 16 ministerios secretarías de estado. Una de ellas era el Ministerio de Industria. La norma decía: «Corresponde al Ministerio de Industria asistir al presidente de la Nación en la promoción de la producción industrial, minera y energética del país».
El 14 de junio de 1956, el presidente provisional de facto Pedro Eugenio Aramburu, dispuso la creación del Ministerio de Comercio e Industria (Decreto-Ley 10 351/1956).

## Organismos dependientes
Con fecha 14 de agosto de 1954, Perón transfirió Empresas Nacionales de Energía (ENDE) —constituida por Agua y Energía Eléctrica (ENDE), Combustibles Vegetales y Derivados (ENDE), Combustibles Sólidos Minerales (ENDE), Gas del Estado (ENDE) y Yacimientos Petrolíferos Fiscales (ENDE)— del ex-Ministerio de Industria y Comercio al Ministerio de Industria.